# 刘建杨
刘建杨（1961年6月4日—），艺名十一龄童，浙江绍兴人，绍剧演员，工武生，善猴戏。他师从“南猴王”六龄童，是现今绍剧猴戏的代表人物，被誉为“江南新猴王”。
刘建杨十一岁时考入绍兴艺术学校学艺，其后来所取的艺名“十一龄童”便来源于此。1977年十六岁时师从绍剧猴戏宗师六龄童，自此开始其猴戏演艺生涯。1993年至1998年间曾任浙江绍剧团团长。1999年，成为国家一级演员。2010年，他推出了有绍兴特色的清口相声《绍兴大话》。
刘建杨曾获得过文华表演奖（2004年）、白玉兰戏剧表演艺术奖主角奖榜首（2014年）等奖项，并于2013年被认定为国家级非物质文化遗产（绍剧）的代表性传承人。此外，他还担任中国戏剧家协会会员，中国戏曲表演学会理事，民进绍兴市委委员，绍兴市人大代表、政协委员等职。
刘建杨的代表剧目包括《孙悟空三打白骨精》、《火焰山》、《孙悟空大战红孩儿》、《孙悟空大闹乾坤》、《咫尺灵山》、《真假悟空》等。